# Diamantina
Diamantina è una città del Brasile nello Stato del Minas Gerais, parte della mesoregione di Jequitinhonha e della microregione di Diamantina.

## Storia
La città venne fondata nel 1725 col nome di Arrial do Tijuco. Come suggerisce il suo nome attuale, Diamantina era un importante centro minerario del XVIII e XIX secolo per quanto riguarda i diamanti. Dal 1854 è sede dell'allora appena costituita diocesi di Diamantina, la cui sede episcopale è la Cattedrale metropolitana di Diamantina. Nel 1999 la città è stata inserita nell'elenco dei Patrimoni dell'umanità dell'UNESCO, un esempio ottimamente conservato di stile barocco brasiliano.

## Amministrazione

### Gemellaggi
- Sangano